# Asima Chatterjeeová
Asima Chatterjeeová (23. září 1917 Kalkata – 22. listopadu 2006 Kalkata) byla indická chemička známá svou prací v oblastech organické chemie a fytomedicíny. Věnovala se výzkumu vinca alkaloidů, vývoji antiepileptik a léků proti malárii. Je také autorkou mnoha prací o léčivých rostlinách indického subkontinentu. Byla první ženou, která získala doktorát na indické univerzitě, roku 1944 na Kalkatské univerzitě. Zde se roku 1962 stala profesorkou. Na přidružené, ženské Bethune College pak založila katedru chemie. V roce 1975 obdržela státní vyznamenání Padma Bhušan. V letech 1982–1990 byla, jakožto nominantka prezidenta, členkou Sněmovny států, horní komory indického parlamentu.